# Pierre Magne (politiker)
Pierre Magne, född den 3 december 1806 i Périgueux, död den 17 februari 1879 i Saint-Michel-de-Montaigne, var en fransk statsman.
Magne blev 1831 advokat i sin födelsestad, 1835 prefekturråd, 1843 deputerad och i november 1849 understatssekreterare för finanserna. I april 1851 utnämndes han till minister för allmänna arbeten, vilket ämbete han nedlade i oktober samma år, men återtog den 1 december – dagen före statskuppen. Redan den 22 januari 1852 avgick han åter med anledning av beslutet om indragningen av de orleanska godsen, men utnämndes ånyo till samma syssla den 28 juli samma år. I februari 1855 övertog han finansportföljen, som han behöll till november 1860, varefter han kvarstod som minister utan portfölj till den 1 april 1863. Sedan han den 13 november 1867 åter blivit finansminister, upptog han det stora statslånet 1868 (l'emprunt de la paix) och verkade för liberala reformer. Han fick inte säte i Olliviers kabinett januari 1870. Den 10 augusti 1870 blev Magne åter finansminister, drog sig tillbaka efter kejsardömets fall, men valdes i juli 1871 till medlem av nationalförsamlingen och var efter Thiers avgång (i maj 1873) än en gång minister för finanserna i Broglies första kabinett till 15 juli 1874. I januari 1876 valdes han till senator.